# Brefeld (Sulzbach/Saar)
Brefeld ist ein Stadtteil von Sulzbach/Saar im Regionalverband Saarbrücken, Saarland.
Brefeld liegt im nordwestlichen Stadtgebiet. Am östlichen Ortsrand des kleinsten Stadtteils verläuft die Landesstraße 126.

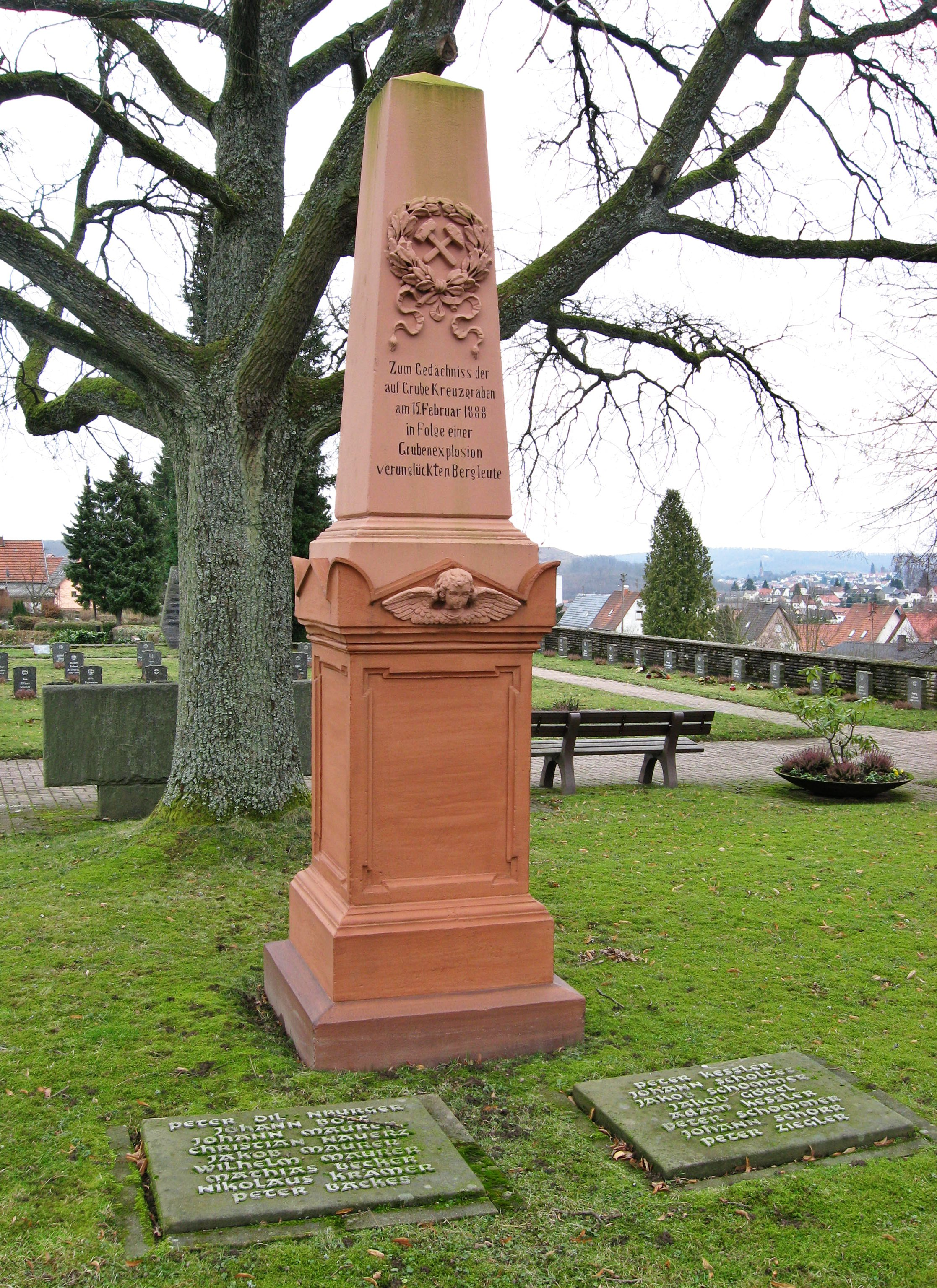
Gedenkstein zum Unglück von 1888 auf dem neuen Friedhof Quierschied (früher auf dem alten Friedhof). Die Tafeln tragen die Namen der verunglückten Quierschieder.

1872 wurden am jetzigen Standort von Brefeld die Kreuzgrabenschächte angehauen. 1888 kam es in der Grube Kreuzgraben zu einer Schlagwetterexplosion, bei der 41 Bergleute zu Tode kamen.  1898 wurde die Grube Kreuzgraben sowie der Ortsteil nach dem preußischen Minister für Handel und Gewerbe Ludwig Brefeld umbenannt. Schon zwei Jahre später wurden die ersten Häuser erbaut. Die Grube Brefeld wurde in den 1960er Jahren stillgelegt.